# Shaft (virksomhed)
 For alternative betydninger, se Shaft. (Se også artikler, som begynder med Shaft)
Shaft, Inc. (株式会社シャフト Kabushikigaisha Shafuto) er et japansk animation studie grundlagt den 1. september 1975 af Hiroshi Wakao.

## Produktioner
- Gourmet Girl Graffiti